# Gnomonia leptostyla
Gnomonia leptostyla är en svampart som först beskrevs av Elias Fries, och fick sitt nu gällande namn av Ces. & De Not. 1863. Gnomonia leptostyla ingår i släktet Gnomonia och familjen Gnomoniaceae.   Inga underarter finns listade i Catalogue of Life.

## Källor

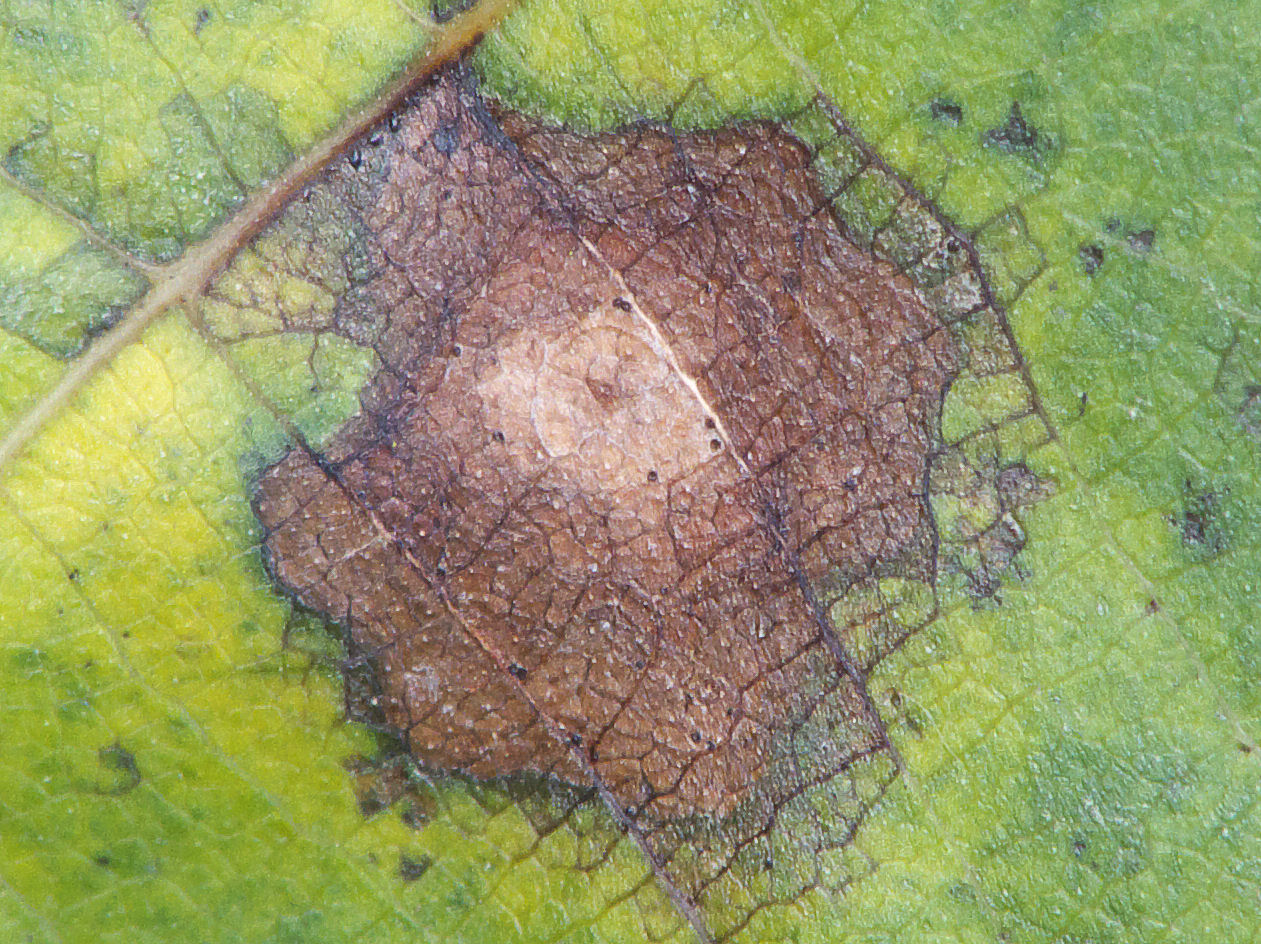
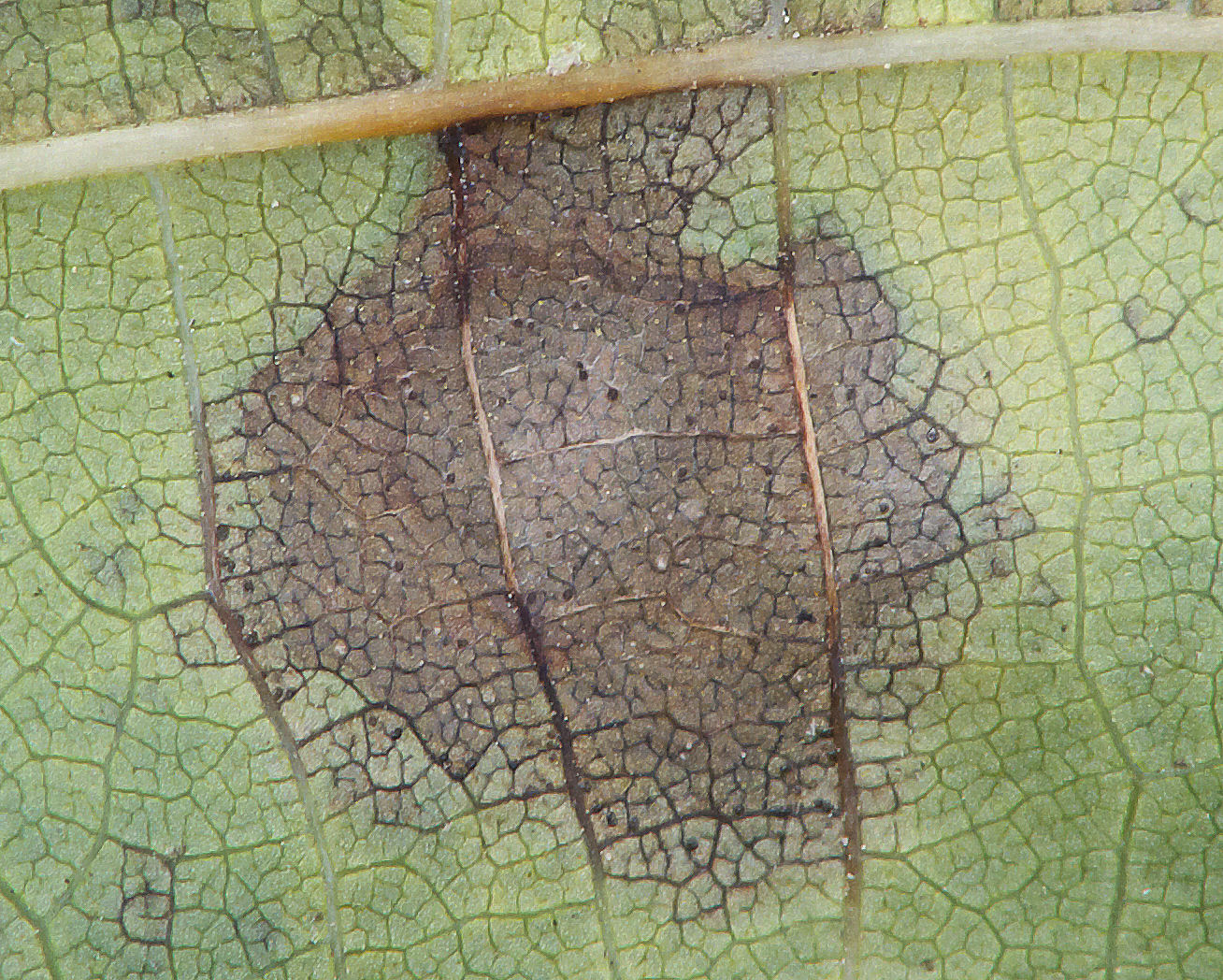